# Te Houtaewa Challenge
Die Te Houtaewa Challenge ist ein Marathonlauf und Ultramarathon in Neuseeland, der ausschließlich auf einem Strand gelaufen wird.
Das seit 1993 jährlich im März durchgeführte Sportereignis findet am Ninety Mile Beach statt und hat seinen Namen von der Māori-Legende Te Houtaewa.